# Stockholms stav
Stockholms stav är en regional organisation (stav) inom Jesu Kristi Kyrka av Sista Dagars Heliga, som omfattar församlingar i Dalarna, Gävleborg, Mälardalen, Uppland samt delar av Stockholm.
Stockholms stav betjänas av Templet i Stockholm.

## Lista över församlingar och grenar
Listan är hämtad från samfundets egen webbsida.
- Borlänges församling
- Gubbängen församling
- Gävles gren
- Jakobsbergs församling
- Stockholms församling
- Täby församling
- Uppsala församling
- Västerås gren
- Örebro församling